# Podgraje
Podgraje – wieś w Słowenii, w gminie Ilirska Bistrica. W 2018 roku liczyła 237 mieszkańców.